# Desmodium nudiflorum
Desmodium nudiflorum là một loài thực vật có hoa trong họ Đậu. Loài này được (L.) DC. miêu tả khoa học đầu tiên.